# Бабині лози
«Бабині лози» — один з об'єктів природно-заповідного фонду Київської області, гідрологічний заказник місцевого значення.

## Історія та розташування
Заказник розташовується в межах Стадницької сільської ради Тетіївського району та займає площу 20 га. Оголошений рішенням
16 сесії ХХІ скликання Київської обласної ради народних депутатів від 10 березня 1994 р.

## Опис
Заказник є типовим водно-болотним ландшафтом в заплаві р. Гнилий Тікич. У рослинному покриві переважають вербнякові
зарості та високотравна болотна рослинність, яка становить основну частину заплави. Зарості складають декілька видів верб – попеляста, тритичинкова, ламка. На болоті зростають такі види, як чистець болотний, водяний перець, вербозілля звичайне, ранник тіньовий, жовтець повзучий, слабник водяний та ін. 
Болото має велике гідрологічне значення – на ньому багато природних джерел, з нього починається р. Гнилий Тікич.